# The Head and the Heart
The Head and the Heart sind eine US-amerikanische Folk-Rock-Band aus Seattle.

## Bandgeschichte
Bei einer Open-Mic-Veranstaltung in einem Lokal in Seattle, bei dem jeder auf die Bühne gehen und vor den Gästen spielen konnte, trafen sich 2009 die beiden Musiker Jonathan Russell und Josiah Johnson. Sie beschlossen, eine Band zu gründen, und holten vier weitere Musiker dazu. Als The Head and the Heart tourten sie ein halbes Jahr im Nordwesten der USA und nahmen in Eigenregie ein Album auf. Durch ihre Auftritte bekamen sie die Aufmerksamkeit von Plattenlabels und Sub Pop nahm sie schließlich im Frühjahr 2011 unter Vertrag und veröffentlichte das Debütalbum, das den Bandnamen als Titel trägt. Nach zögerlichem Start stieg es schließlich bis auf Platz 109 der US-Albumcharts und kam auf Platz eins der Heatseeker-Charts.
Das kommende Jahr verbrachten sie erneut mit Touren und der Arbeit an ihrem zweiten Album. Let’s Be Still erschien Ende 2013 und stieg direkt auf Platz zehn der offiziellen Charts ein. Dazu kam es auf Platz fünf der Rock- und auf Platz eins der Independent-Alben.

## Diskografie
Alben
- The Head and the Heart (2011)
- Let’s Be Still (2013)
- Signs of Light (2016)
- Living Mirage (2019)
- Every Shade of Blue (2022)
- Aperture (2025)

Singles
- Spotify Singles (2018), nur digital, mit den Titeln All We Ever New und Simple Man, einer Coverversion von Graham Nash[2]

Lieder
- Lost in My Mind (2011, US: Platin)
- Down in the Valley (2011, US: Platin)
- Ghosts (2012)
- Shake (2013, US: Gold)
- Another Story (2013, US: Gold)
- Let’s Be Still (2014, US: Gold)
- All We Ever Knew (2016, US: Platin)
- Rhythm & Blues (2016)
- Missed Connection (2019)
- Honeybee (2019, US: Platin)
- Virginia (Wind in the Night) (2022)
- Arrow (2024)

## Auszeichnungen für Musikverkäufe
| Goldene Schallplatte - Kanada - 2023: für die Single Another Story - 2023: für die Single Down in the Valley - 2023: für das Album The Head and the Heart Platin-Schallplatte - Kanada - 2022: für die Single All We Ever Knew - 2023: für die Single Honeybee - 2023: für das Lied Lost in My Mind - 2023: für die Single Rivers and Roads | 2× Platin-Schallplatte - Vereinigte Staaten - 2024: für das Lied Lost in My Mind |

Anmerkung: Auszeichnungen in Ländern aus den Charttabellen bzw. Chartboxen sind in ebendiesen zu finden.
| Land/RegionAuszeichnungen für Musikverkäufe (Land/Region, Auszeichnungen, Verkäufe, Quellen) | Gold     | Platin       | Verkäufe  | Quellen         |
| -------------------------------------------------------------------------------------------- | -------- | ------------ | --------- | --------------- |
| Kanada (MC)                                                                                  | 3× Gold3 | 4× Platin4   | 440.000   | musiccanada.com |
| Vereinigte Staaten (RIAA)                                                                    | 4× Gold4 | 7× Platin7   | 9.000.000 | riaa.com        |
| Insgesamt                                                                                    | 7× Gold7 | 11× Platin11 |           |                 |